# Payaso Remi
José Vega Santana, conocido por su nombre artístico "Payaso Remi" (nacido el 28 de febrero de 1958) es un cantante y payaso de Puerto Rico.
Su carrera como payaso, que abarca más de 35 años, comenzó con el grupo "Los Dulces Payasos" después de desarrollar el personaje de Remi mientras estudiaba en la Universidad Interamericana de Puerto Rico. Es uno de los payasos más famosos de Puerto Rico.
En 2008, recibió una nominación a los Premios Grammy Latinos como Mejor álbum infantil.

## Vida familiar
Vega está casado con Bettina Mercado, presidenta de Bettina Cosmetics. Tiene una hija de un matrimonio anterior con Marina Berti, Marina Vega Berti, quien participó en Miss Universe Puerto Rico 2013 como Miss Luquillo.

## Primeros años
Vega nació en San Juan, Puerto Rico, su madre fue la cantante principal de "Googie Santana" y su abuelo fue el ex beisbolista Pepe Santana. Desde que era joven, Vega supo que quería ser animador. Comenzó como locutor y programador musical de radio. Posteriormente, se incorporó a la compañía de danza y teatro de María Teresa Miranda.
A mediados de la década de 1970, Vega era estudiante de Psicología en la Universidad Interamericana de Puerto Rico . Durante ese tiempo también tomó clases de pintura en la Escuela de Artes Plásticas de San Juan. Es allí donde él, junto con algunos otros estudiantes, decidieron formar un "Mercado de Artesanías" en el Parque Luis Muñoz Rivera . El "Mercado" tenía como finalidad dar clases de pintura a los niños pequeños, y en una ocasión se disfrazaron de payasos. Fue entonces cuando Vega desarrolló y creó el personaje de "Remi". Se hicieron tan populares que decidieron formar un grupo y llamarse Los Dulces Payasos.

## Remi, El Payaso

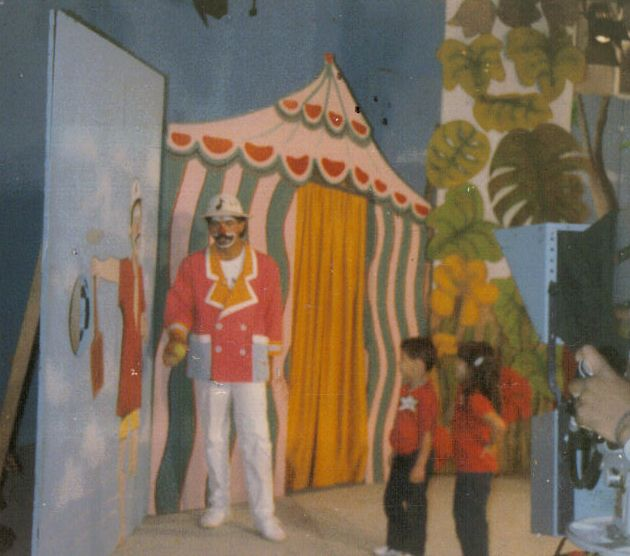
Show "Chiquimundo" de Remi

En 1983, Vega y el grupo recibieron una oferta del productor de televisión local Tommy Muñiz para trabajar en "Canal 7". El canal les dio su propio programa infantil. Durante este tiempo también grabaron un disco con canciones compuestas por Vega. Tienen la distinción de ser los primeros "payasos culturales" en crear nuevas canciones infantiles en Puerto Rico.
Durante el tiempo que Vega no estuvo actuando en su personaje de payaso, cantó y compuso canciones para el grupo Haciendo Punto en Otro Son . Vega compuso "Mi Son", canción que resumía el recorrido de la banda desde el primer disco hasta el último disco de estudio Llegaremos . Participó en el grupo hasta el disco en vivo Punto Final (1986). También hizo un solo de una de sus composiciones llamada "Personajes".
En 1985, Vega desarrolló un nuevo concepto en la televisión infantil, al que llamó Chiquimundo, y cuyo principal objetivo era educar a los niños. Este programa también fue transmitido por "Canal 7" y fue producido por Rafo Muñiz (hijo de Tommy). A "Remi" se unieron los payasos "Colorina" y "Cascabel". El espectáculo fue un éxito instantáneo entre los niños y sus padres en Puerto Rico.
En 1986, los tres payasos grabaron un disco para niños que se convirtió en un éxito local. Vega unió fuerzas con el músico Pedro Rivera Toledo y produjo el montaje teatral El Soldadito de Plomo, en el que Vega interpretó el papel principal.
En el 1987, nace el programa de televisión diario "El Planeta de Remi" transmitido no solamente en Puerto Rico sino en 70 ciudades de Estados Unidos. En la ciudad de Chicago, Vega trabajó en la televisión en Telemundo CNN en el programa infantil "Brechita" alcanzado gran popularidad con su personaje y participando en festivales de la comunidad hispana.
Vega ha viajado a muchas ciudades de Estados Unidos realizando presentaciones como "Remi". Tenía una historieta que se llamaba Remi, El Payaso que presentaba las aventuras del Payaso de Puerto Rico, Remi.
En 2021, se dedicó a pintar en lienzos para exponer sus piezas bajo el título “Flores de mi tierra”.  Remi también fue sobreviviente al COVID-19 ese año, a pesar de mantener secuelas del virus como la pérdida parcial de la memoria.

## Carrera como cantante
En el año 2000, Vega fue seleccionado para representar a Puerto Rico en el festival internacional de la canción conocido como la OTI que se celebraba en la ciudad de Acapulco, México. En el festival cantó una de sus composiciones Con Una Canción y ganó el primer lugar como "Mejor Cantante". También ganó un segundo premio al "Mejor compositor". La última vez que un puertorriqueño había recibido una distinción en el festival "OTI" fue en 1980, cuando Rafael José ganó como "Mejor Cantante". Vega recibió una bienvenida de héroe a su regreso a la isla y fue honrado por la Cámara de Representantes y el Senado de Puerto Rico por su distinguida carrera de 20 años.
Con su álbum de 2007 titulado Alégrate, Remi obtuvo una nominación a los Premios Grammy Latinos de 2008.

## Discografía

### Álbumes de estudio
- 2004: Jugando Con los Niños, Vol. III
- 2007: Alégrate
- 2015: Canciones para la Paz
- 2015: El Flautista de Hamelín
- 2015: Flores para Ti
- 2015: Juntos Volvamos a Ser Niños
- 2015: El Mago de Oz
- 2015: No Te Quedes Quieto
- 2015: Piratas de la Noche
- 2015: ¡Qué Bueno!
- 2015: Regalo de un Ángel
- 2015: Salvemos la Selva
- 2015: El Soldadito de Plomo
- 2015: 25 Años a Todo Corazón, Vol. 1